# Süßklee
Der Süßklee (Hedysarum) ist eine Pflanzengattung in der Unterfamilie der Schmetterlingsblütler (Faboideae) innerhalb der Familie der Hülsenfrüchtler (Fabaceae). Die einzige mitteleuropäische Art ist der Alpen-Süßklee (Hedysarum hedysaroides).

## Beschreibung

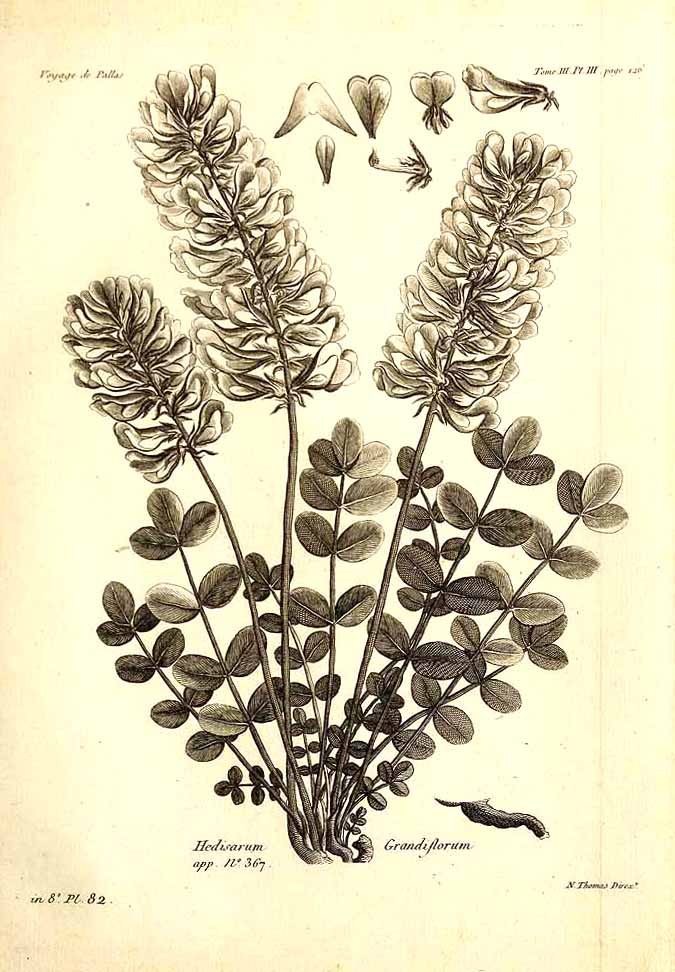
Illustration des Großblütigen Süßklees (Hedysarum grandiflorum)

### Vegetative Merkmale
Hedysarum-Arten wachsen als ein-, zweijährige oder ausdauernde krautige Pflanzen oder selten als sommergrüne Sträucher mit weichem Holz.
Die wechselständig angeordneten Laubblätter sind meist in Blattstiel und -spreite gegliedert. Die unpaarig gefiederten Blattspreiten besitzen an der Blattrhachis gegenüberstehende Fiederblättchen und erinnern an die Laubblätter von Wicken; allerdings ist der Endfieder ausgebildet und nicht zu einer Ranke umgeformt. Bei einigen Arten sind die Blätter auch stark zurückgebildet. Die Fiederblättchen sind ganzrandig. Die zwei freien oder verwachsenen Nebenblätter stehen den Blattstielen gegenüber, sind trockenhäutig und verwelken zwar, aber bleiben erhalten oder fallen früh ab.

### Generative Merkmale
Die Blüten stehen in seitenständigen, mehr oder weniger dichten und schmalen bis kopfigen traubigen Blütenständen zusammen. Die zwei Tragblätter verwelken zwar, aber bleiben erhalten oder fallen früh ab. Je zwei Deckblätter befinden sich direkt unter dem Blütenkelch.
Der Name der Gattung Süßklee bezieht sich auf den süßen Duft der Blüten. Die zwittrigen Blüten sind zygomorph und fünfzählig mit doppelter Blütenhülle. Die fünf gleichen bis ungleichen Kelchblätter mehr oder weniger schief glockenförmig verwachsen. Die Farben der Blütenkronen ist bei den meisten Arten purpur- bis rosafarben oder violett, seltener gelb oder weiß. Die fünf Kronblätter sind in der typischen Form der Schmetterlingsblüten angeordnet. Die Fahne ist meist länger als die Flügel und kürzer oder selten so lang bis länger als das Schiffchen. Während der Anthese ist die Fahne nach hinten gerichtet. Das Schiffchen ist genagelt; sein Nagel ist höchstens halb so lang wie seine Platte. Von den zehn Staubblättern sind neun verwachsen. Das einzige Fruchtblatt ist gestielt oder ungestielt und enthält wenige Samenanlagen.

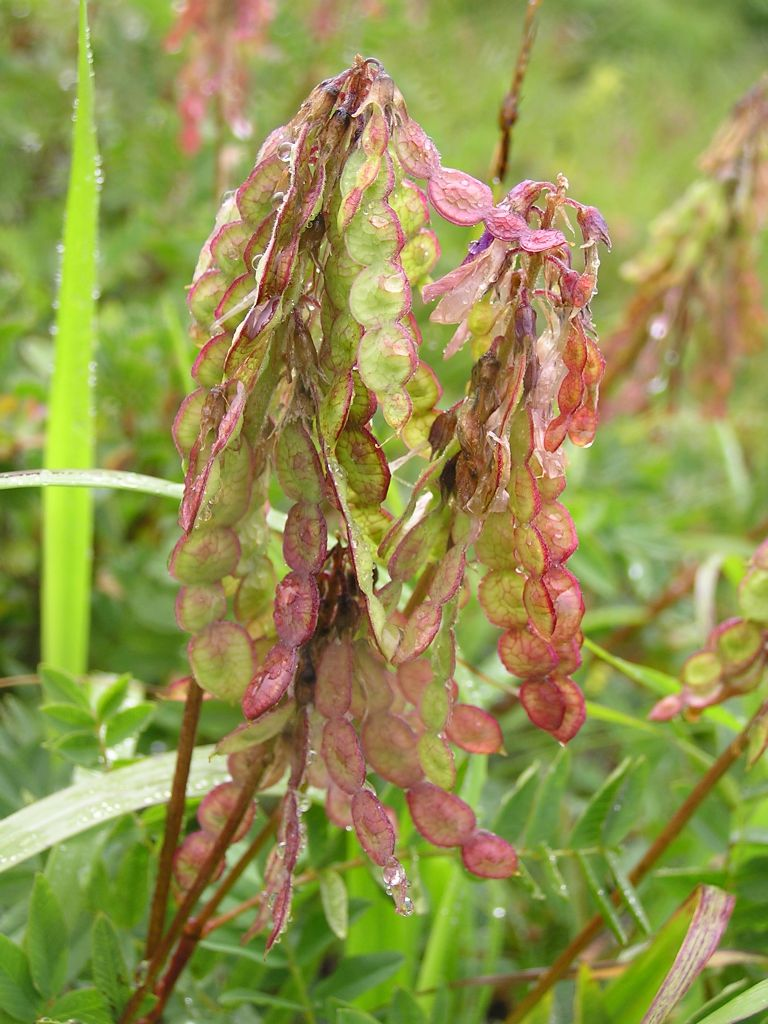
Gliederhülsen des Alpen-Süßklees (Hedysarum hedysaroides)

Alle Süßklee-Arten bilden, wie die anderen Arten des Tribus Hedysareae auch, als Früchte Gliederhülsen; dies sind Hülsenfrüchte, die sich nicht längs öffnen, sondern die nach der Reife quer in einzelne Glieder zerfallen. Die Teilfrüchte sind abgeflacht bis bikonvex mit Nerven, Rippen, Borsten oder Stacheln und gut ausgebildetem Rand.

## Vorkommen
Die Gattung Hedysarum hat ihr Entfaltungszentrum in den innerasiatischen Trockengebieten. Weitere Arten kommen im Mittelmeerraum (einschließlich Nordafrika), in Westasien und in Nordamerika vor, wenige Arten auch im gemäßigten Gebieten Europas.
Der Großteil der Hedysarum-Arten gedeiht meist auf offenen, trockenen Standorten wie Steppen, Wüsten oder Grasland. Einige Arten wachsen auch an Küsten und sind recht salzverträglich.

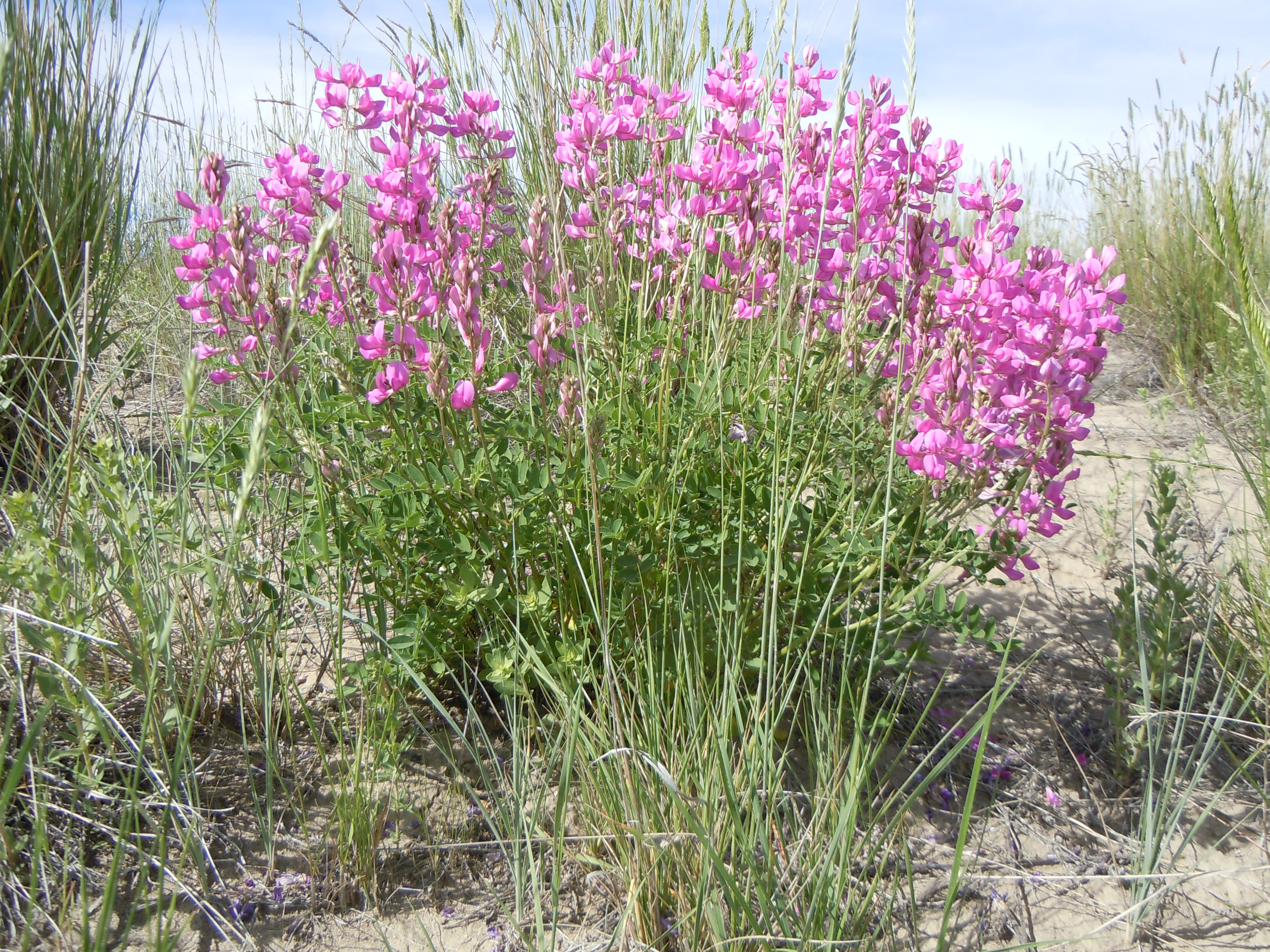
Hedysarum boreale

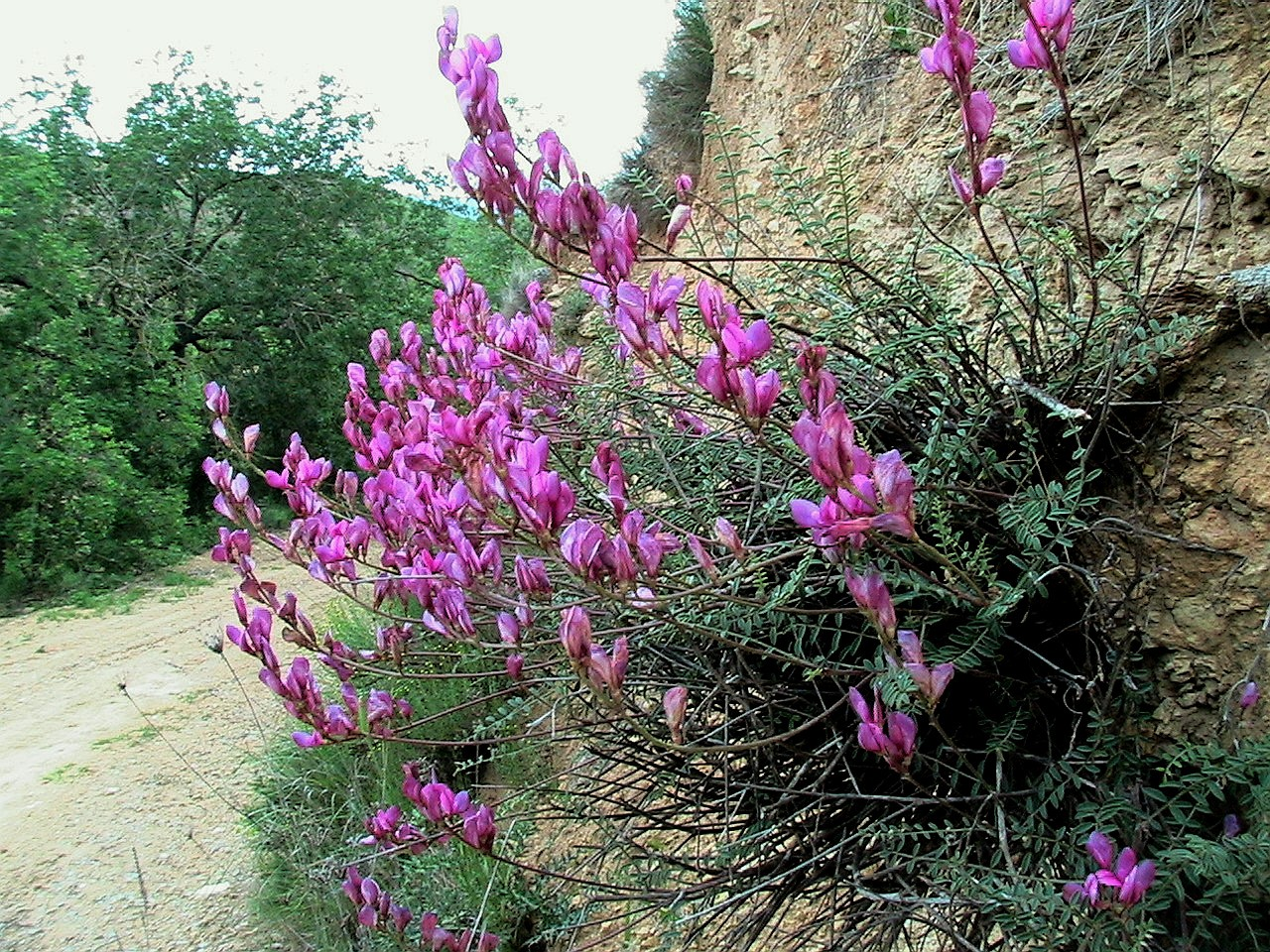
Hedysarum boveanum

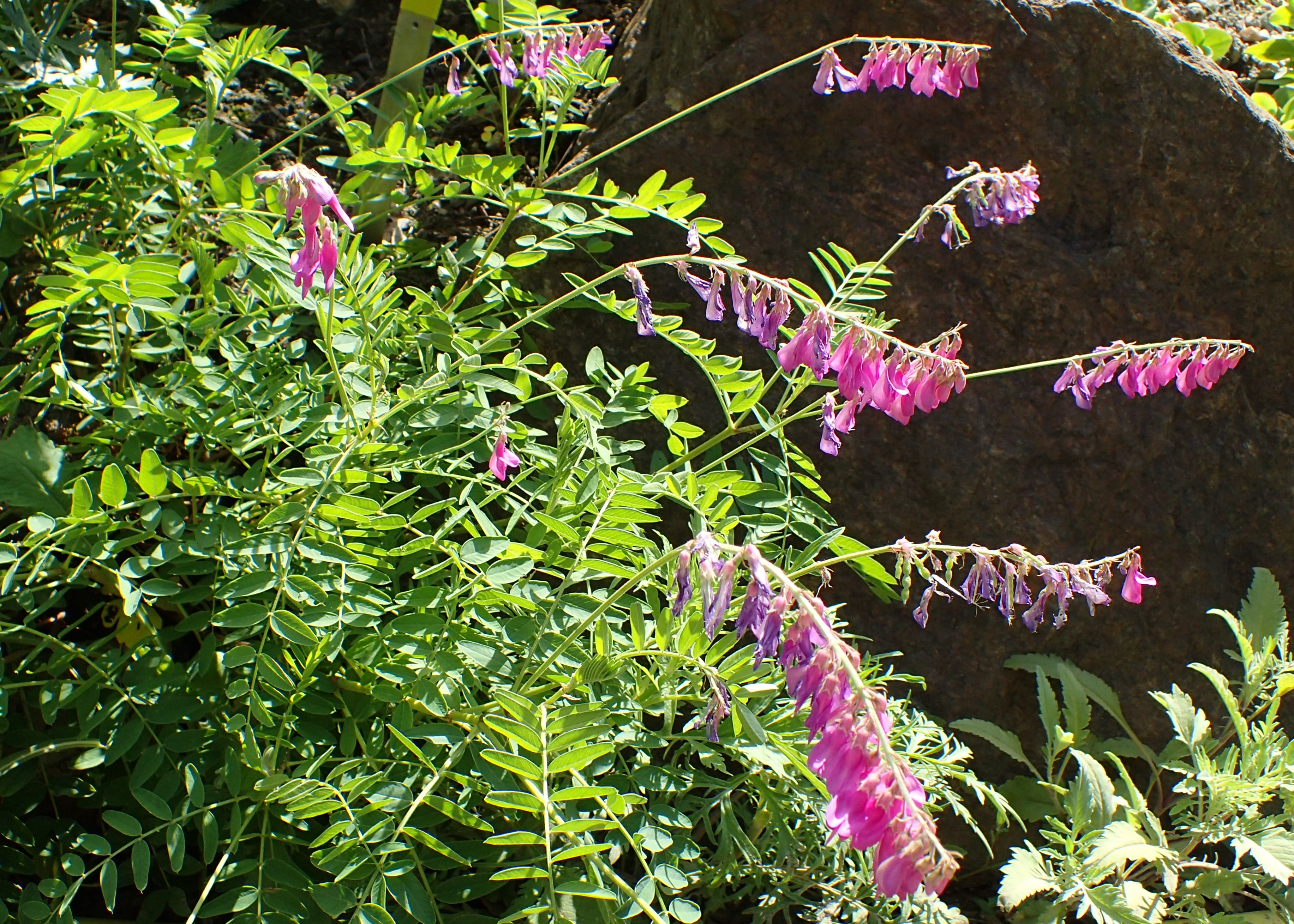
Hedysarum caucasicum

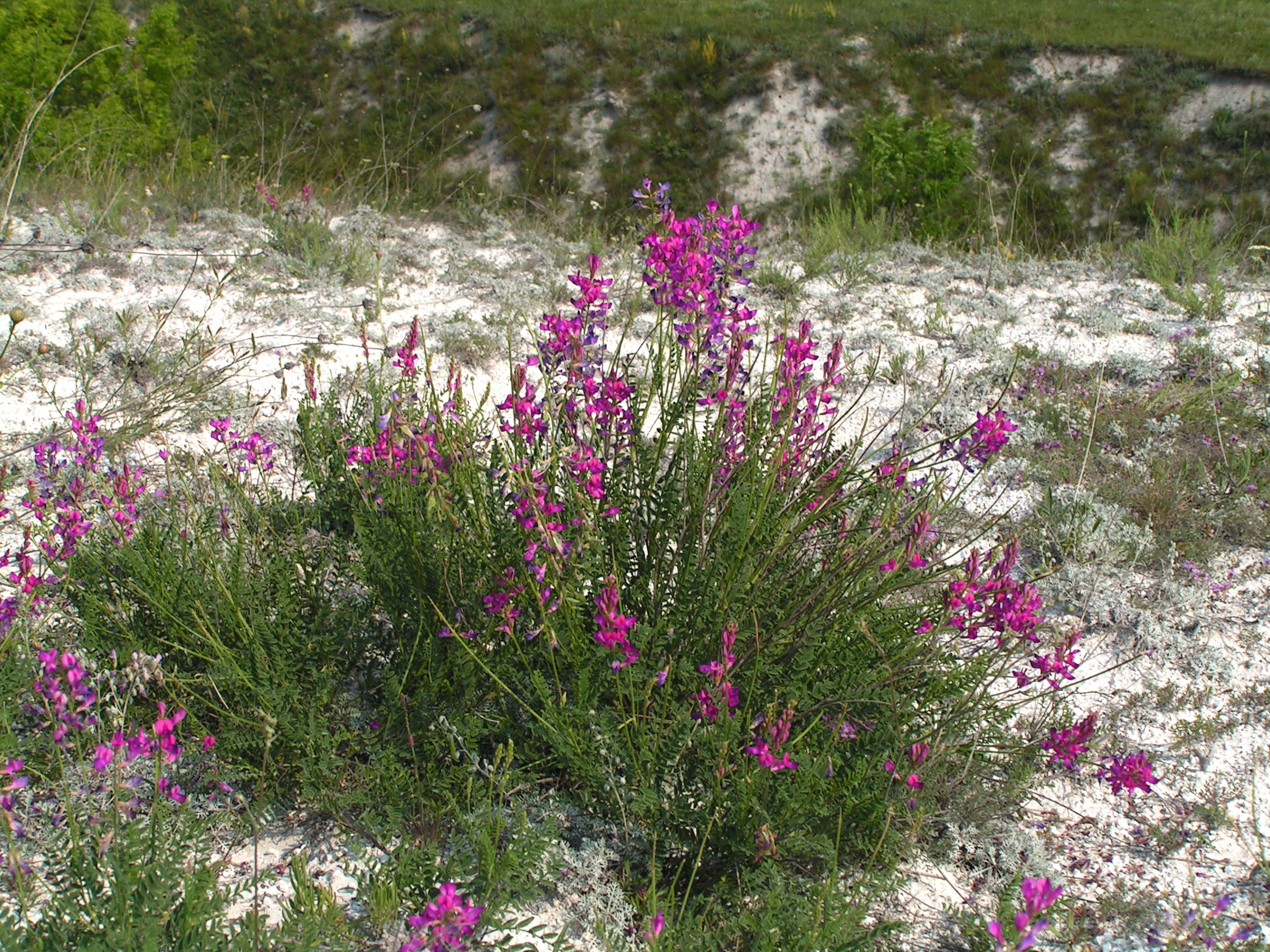
Hedysarum cretaceum

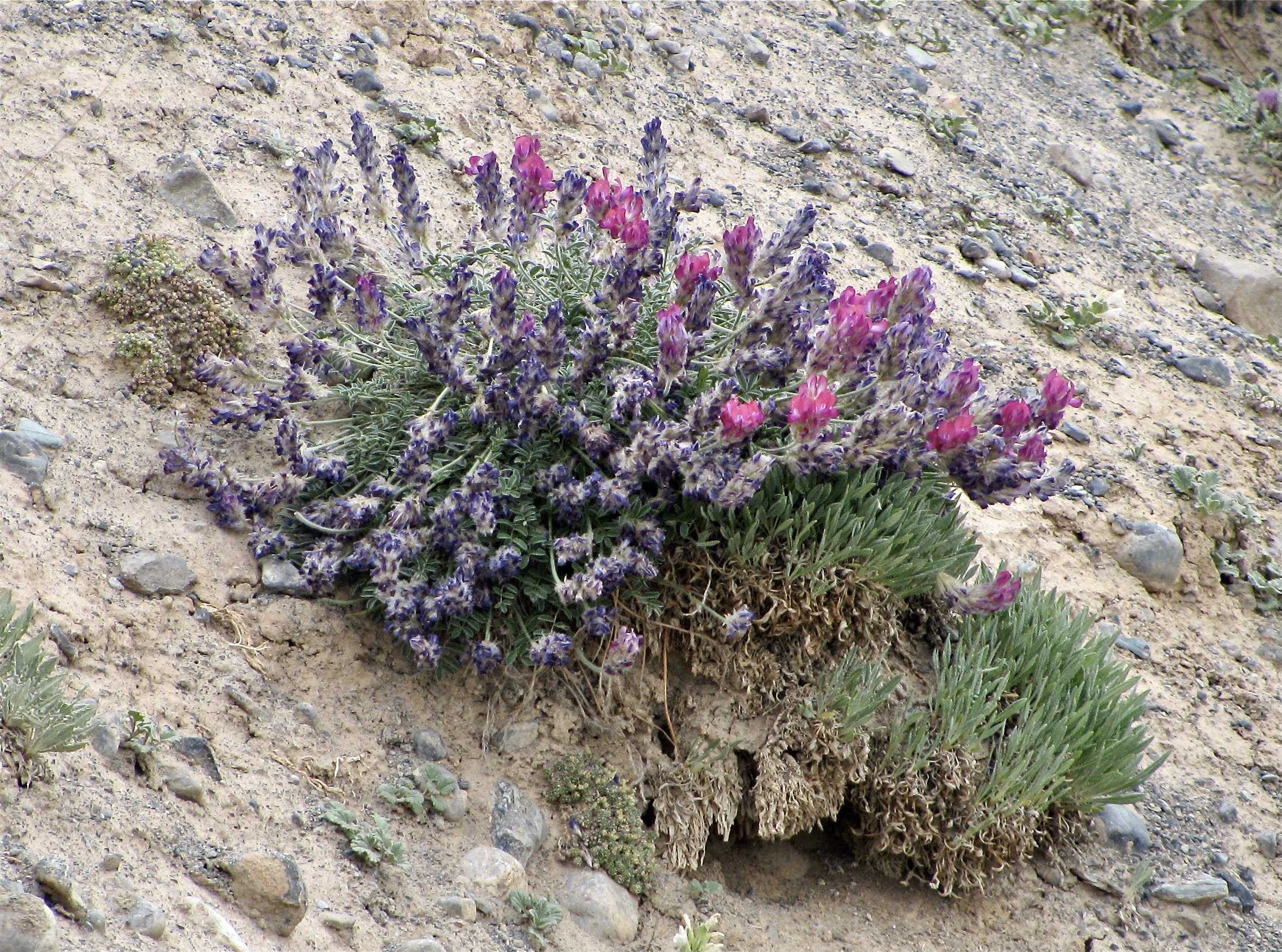
Hedysarum cumuschtanicum

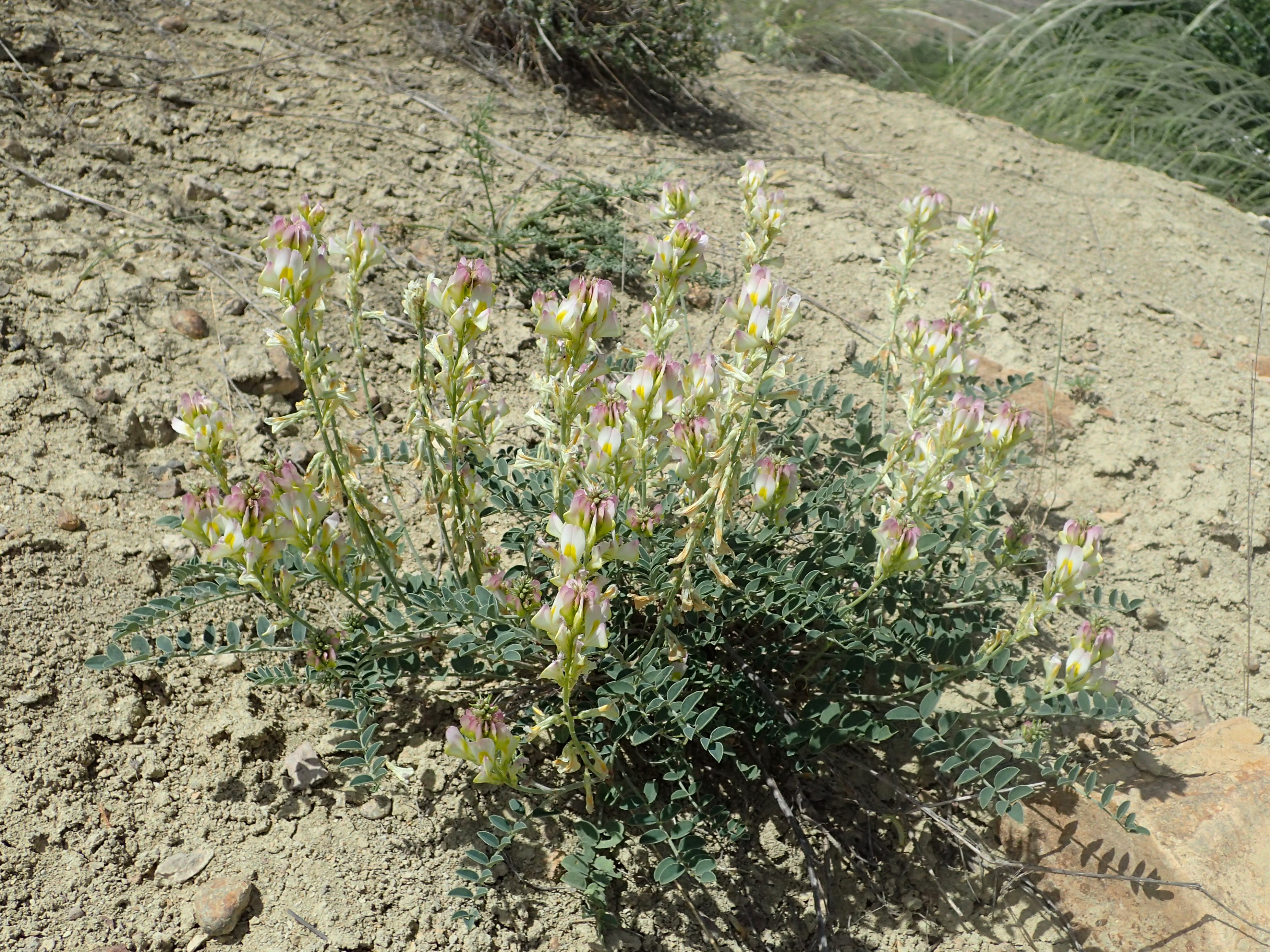
Hedysarum formosum

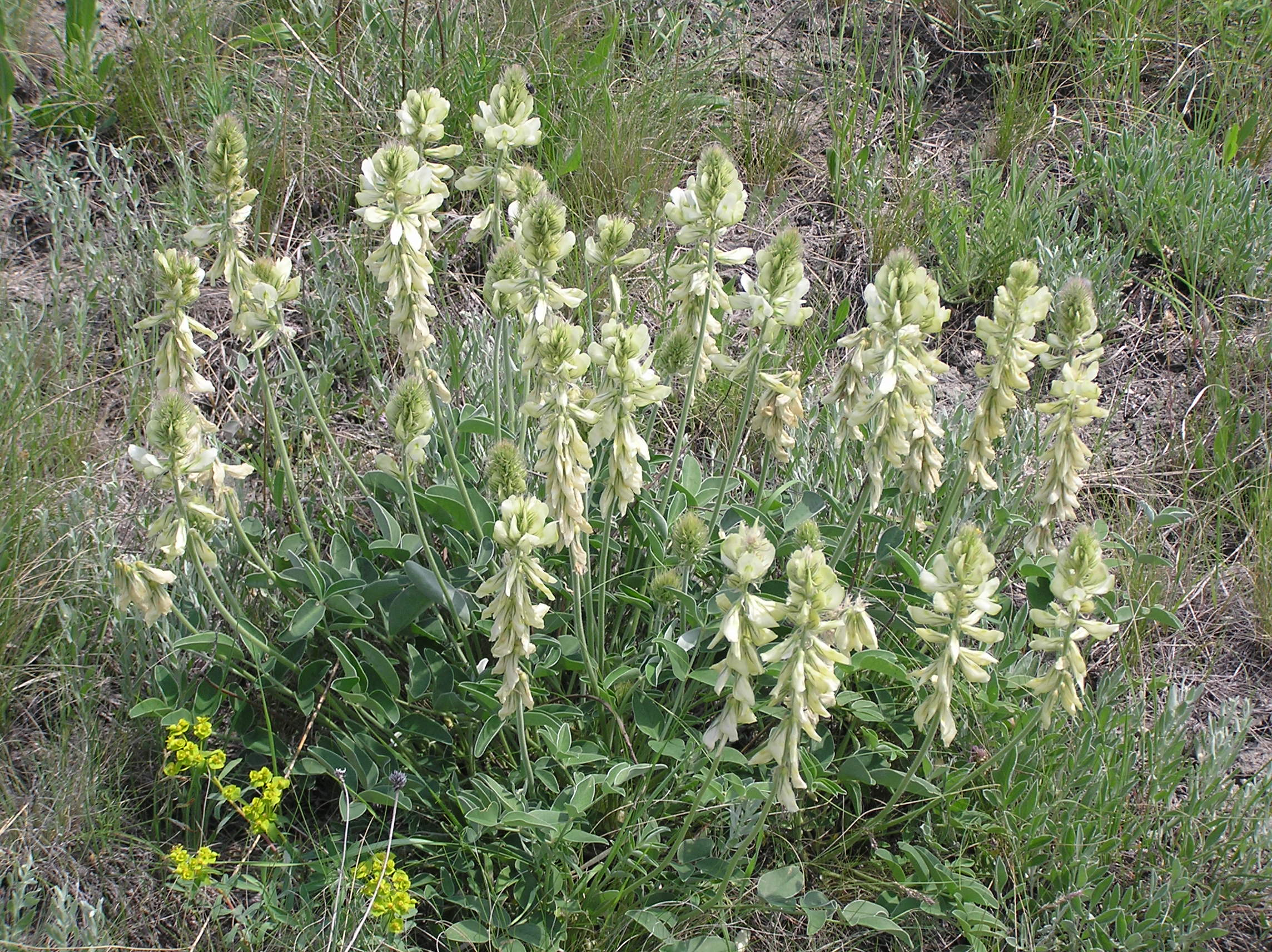
Großblütiger Süßklee (Hedysarum grandiflorum)

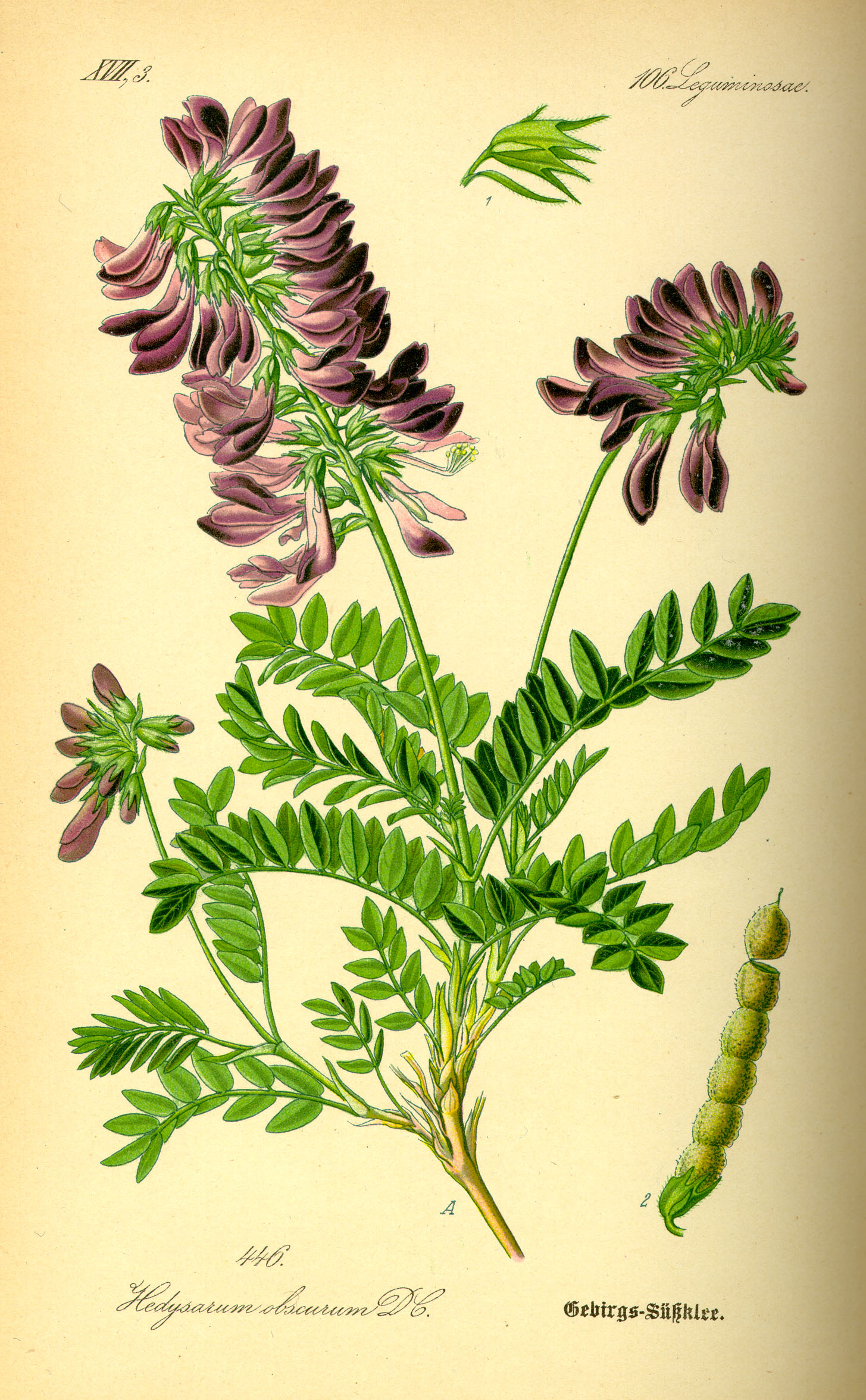
Alpen-Süßklee (Hedysarum hedysaroides), Illustration

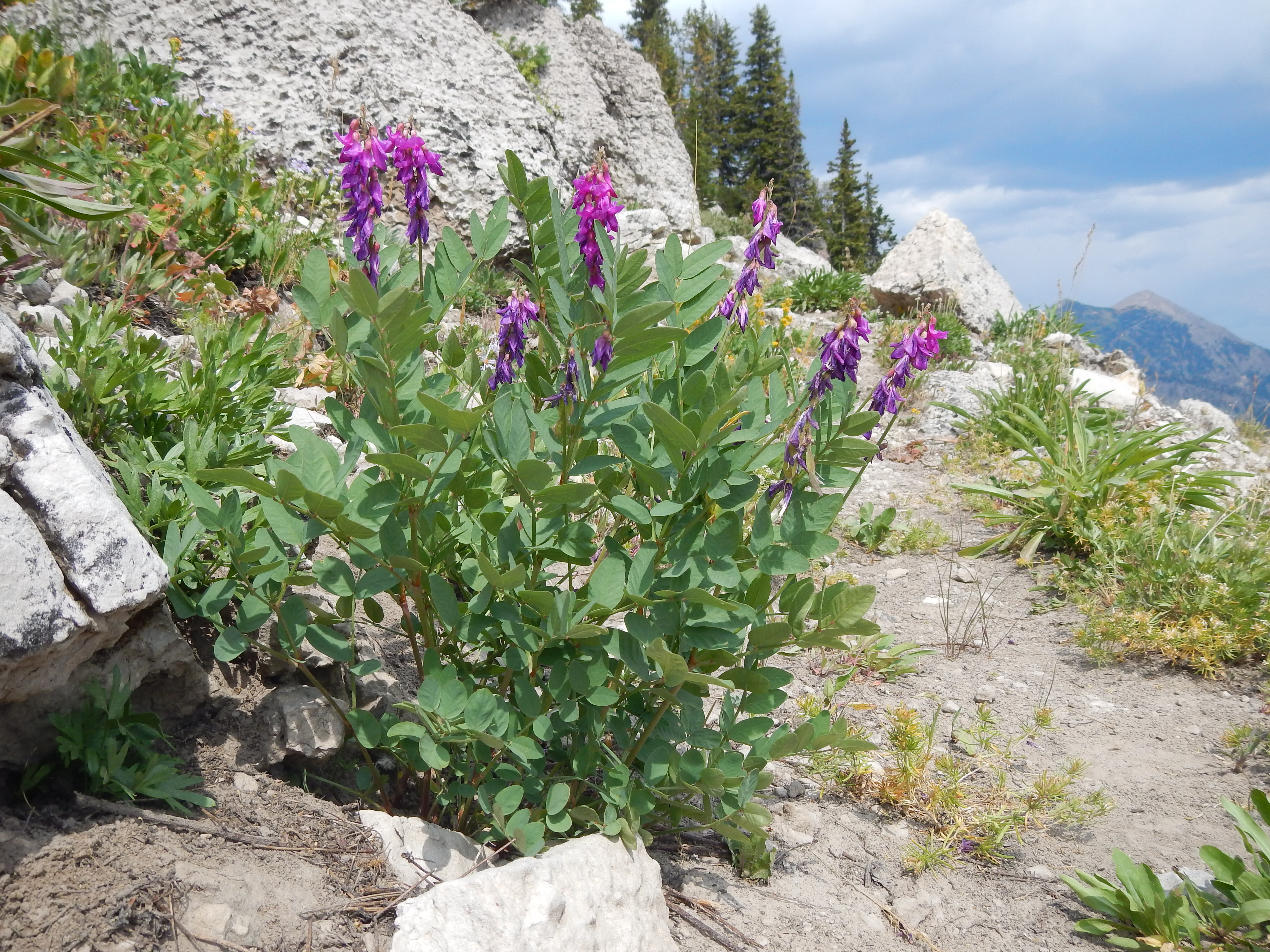
Hedysarum occidentale

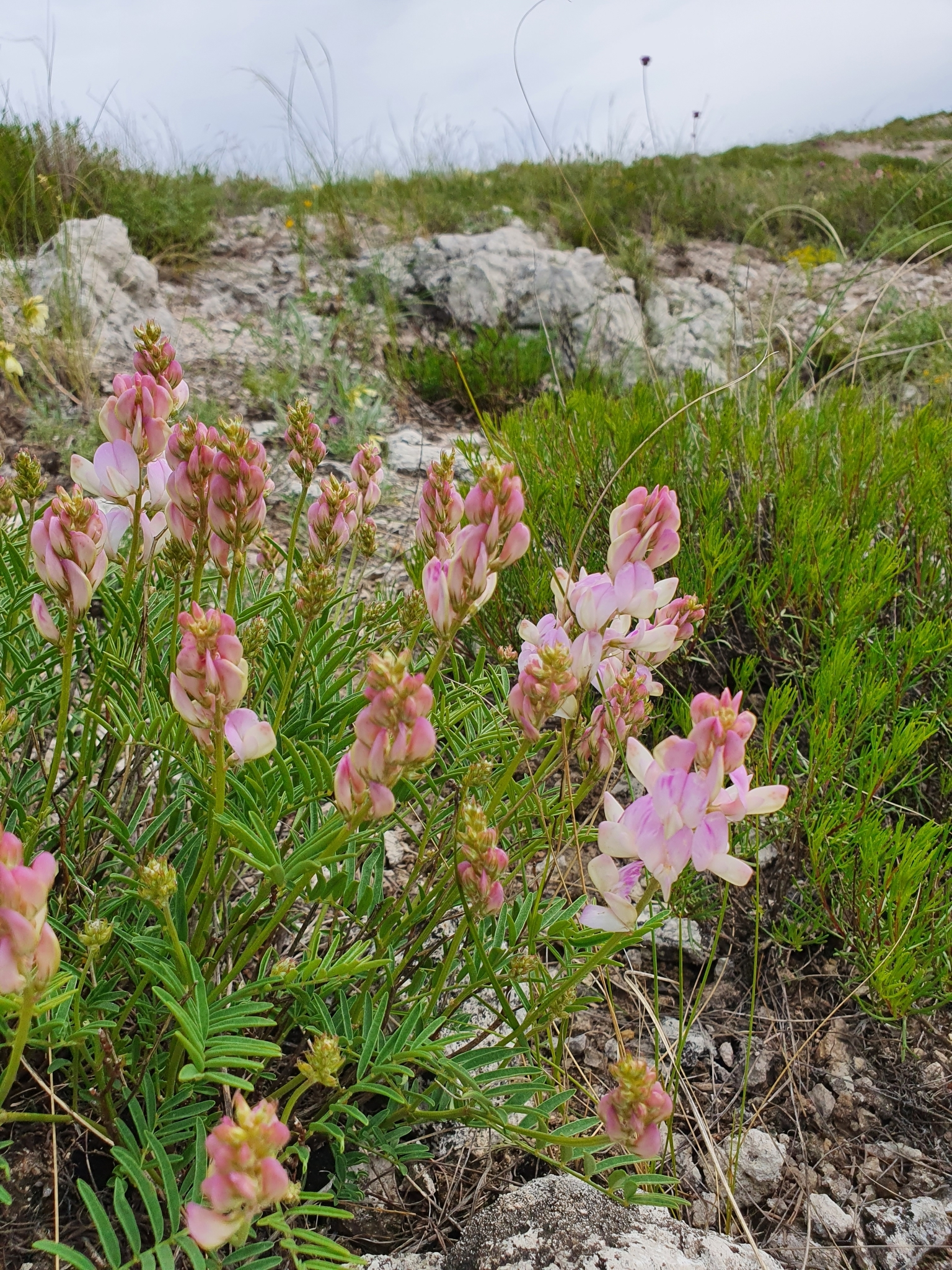
Hedysarum razoumowianum

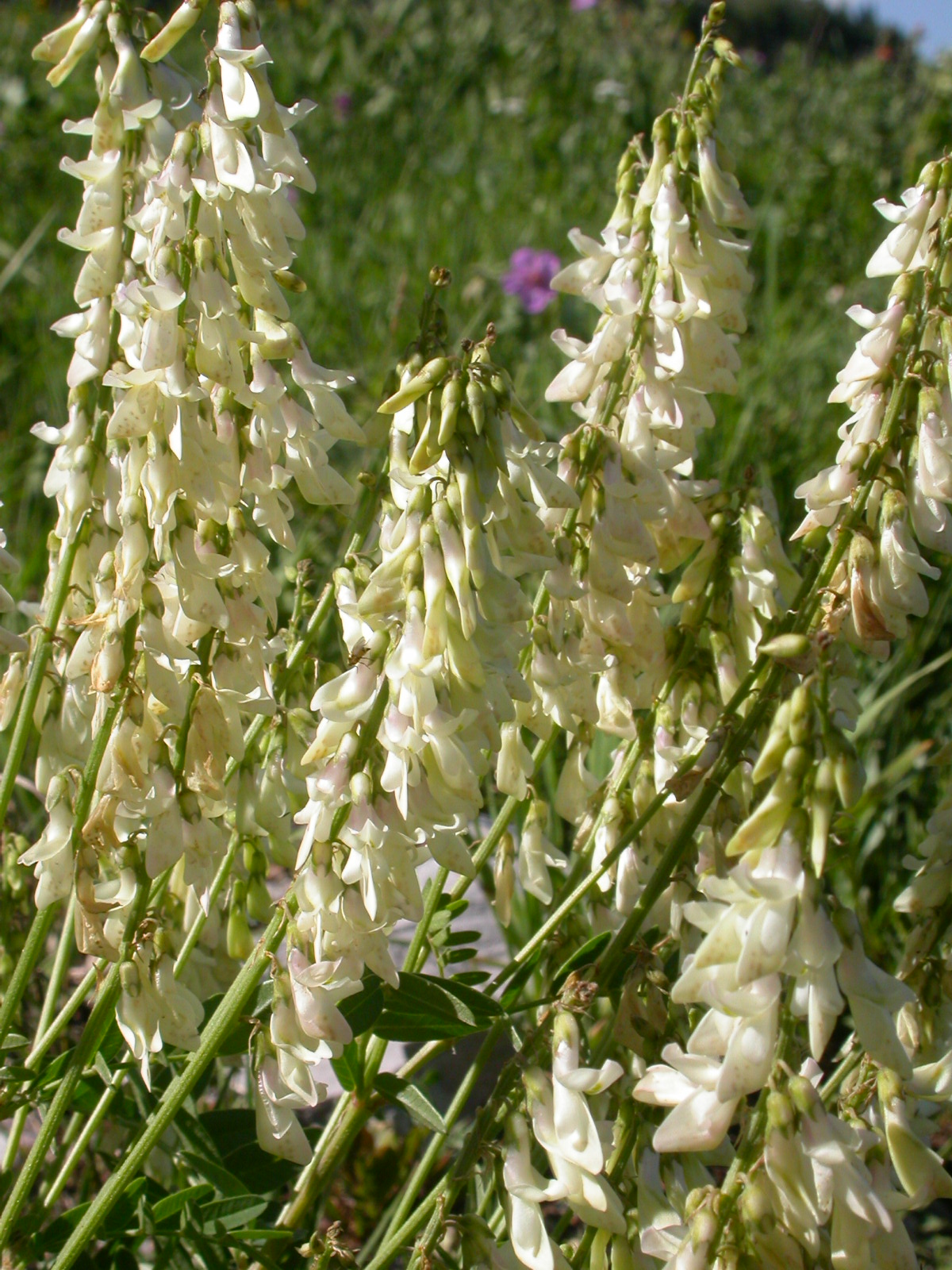
Hedysarum sulphurescens

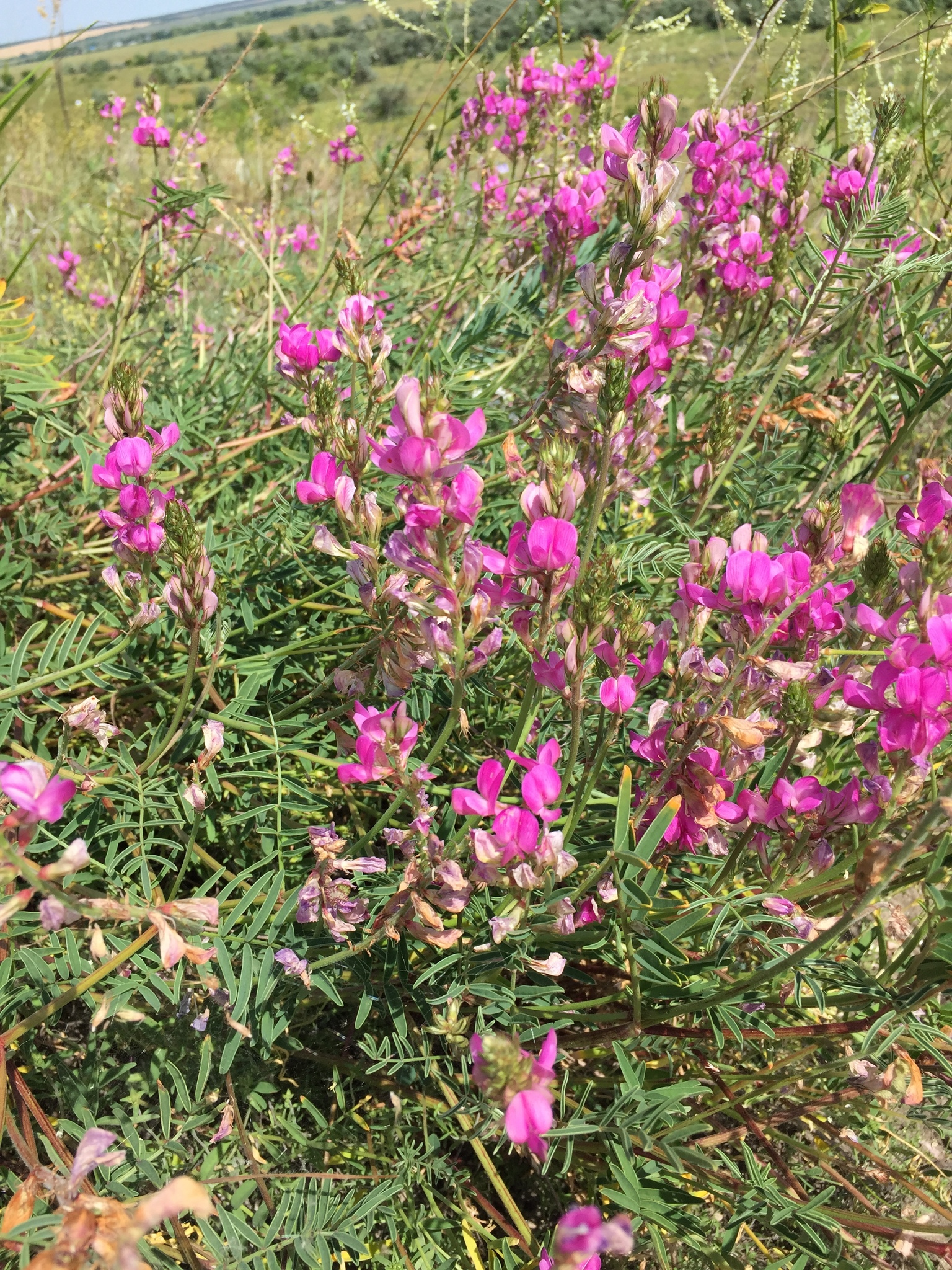
Hedysarum ucrainicum

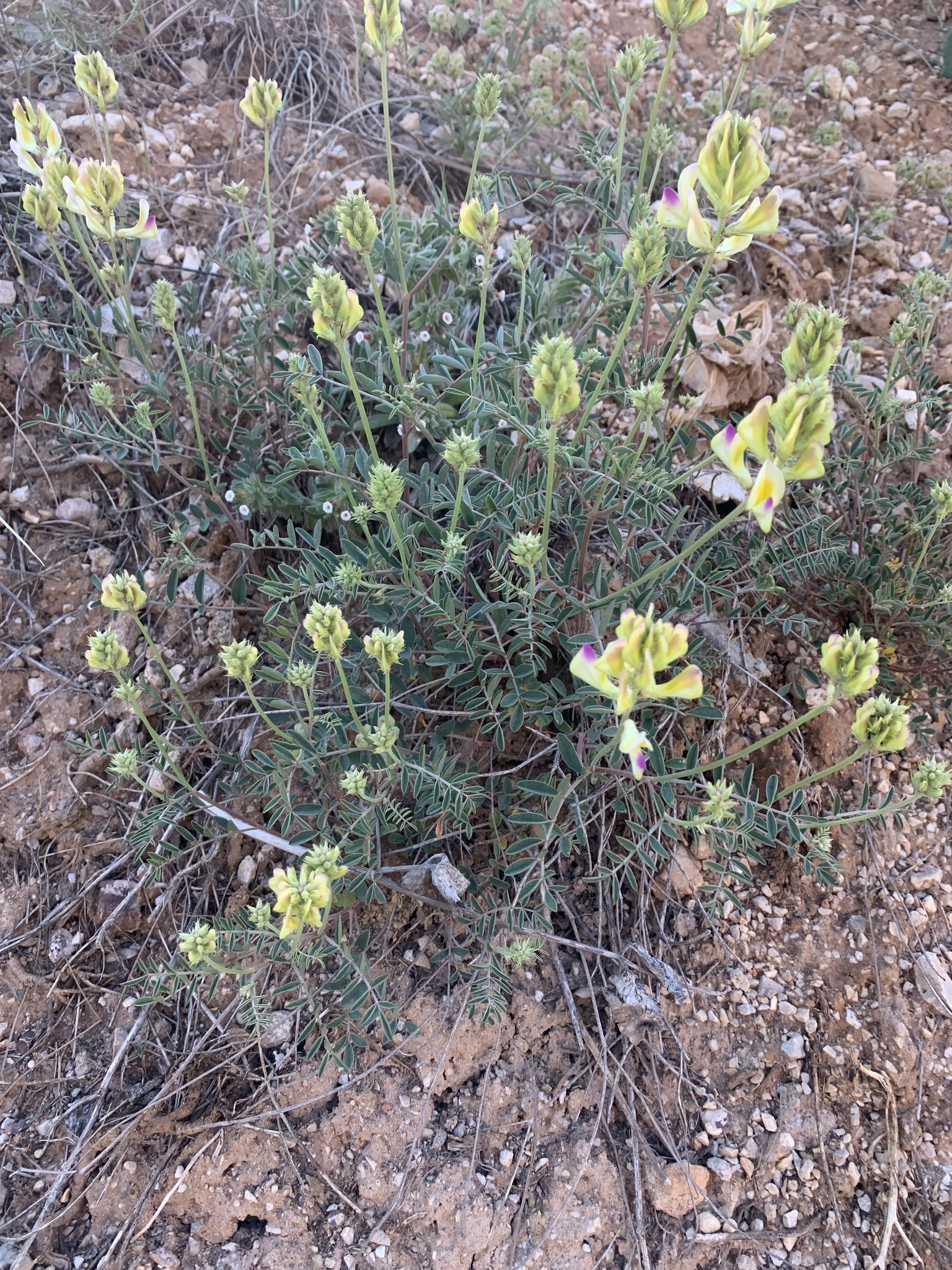
Hedysarum varium

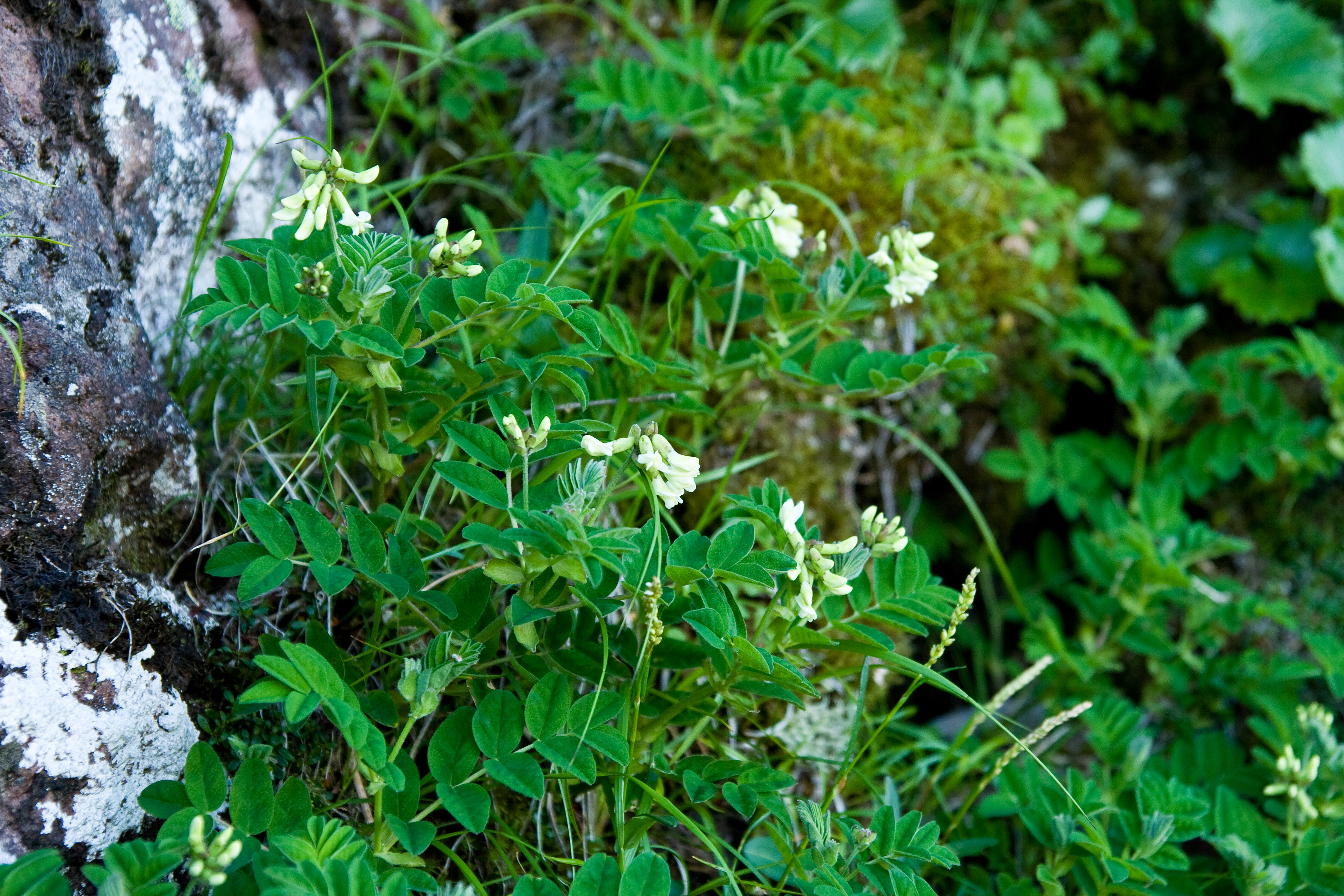
Hedysarum vicioides

## Systematik

### Taxonomie
Die Gattung Hedysarum wurde 1753 durch Carl von Linné in Species Plantarum, Tomus II, S. 745 aufgestellt. Typusart ist Hedysarum alpinum L. Der Typusbeleg und botanische Name wurde konserviert und von Choi & Ohashi in Taxon, Volume 47, 1988, S. 877 und in Taxon, Volume 49, 2000, S. 277 bestätigt.

### Äußere Systematik
Die Gattung (Hedysarum) gehört zur Tribus Hedysareae in der Unterfamilie Faboideae innerhalb der Familie Fabaceae.

### Innere Systematik
Der Umfang Gattung Hedysarum wird kontrovers diskutiert. Fedtschenko gliederte 1902 die Gattung Hedysarum in sieben Sektionen.
Die Gattung Hedysarum wird bei Duan et al. 2015 in drei Sektionen gegliedert:
- Sektion Hedysarum
- Sektion Multicaulia (Boiss.) B. Fedtsch.
- Sektion Stracheya (Benth.) B.H.Choi & H.Ohashi

### Arten und ihre Verbreitung
Die Gattung Hedysarum enthält je nach Autor 100 bis 200 Arten:
- Hedysarum aculeolatum Boiss.[3]
  - Hedysarum aculeolatum Boiss. subsp. aculeolatum[3]
  - Hedysarum aculeolatum subsp. mauritanicum (Pomel) Maire[3]
- Hedysarum acutifolium Bajtenov[3]
- Hedysarum alaicum B.Fedtsch.[3]
- Hedysarum algidum L.Z.Shue:[3] Die etwa zwei Varietäten gedeihen in Höhenlagen von 3000 bis 4500 Metern in Tibet und in den chinesischen Provinzen Gansu, Qinghai, Sichuan sowie Yunnan.[4]
- „Wilde Kartoffel“ (Hedysarum alpinum L.)[3]: Die etwa drei Varietäten kommen vom europäischen Russland und in den gemäßigten Gebieten Asiens von China bis Ostasien, dazu in Pakistan, in Indien, in Kanada und in den USA vor.[2]
  - Hedysarum alpinum L. subsp. alpinum[3]
  - Hedysarum alpinum var. americanum Pursh[3]
  - Hedysarum alpinum var. grandiflorum Rollins[3]
  - Hedysarum alpinum subsp. laxiflorum (Baker f.) H.Ohashi & Tateishi[3]
  - Hedysarum alpinum var. philoscia (A.Nelson) Rollins[3]
- Hedysarum amankutanicum B.Fedtsch.[3]
- Hedysarum angrenicum Korotkova[3]
- Hedysarum argyreum Greuter & Burdet[3]
- Hedysarum argyrophyllum Ledeb.[3]
- Hedysarum armenum Boiss. & Tchich.[3]
- Hedysarum astragaloides Benth.[3]
- Hedysarum atropatanum Boiss.[3]
- Hedysarum austrokurilense (N.S.Pavlova) N.S.Pavlova[3]
- Hedysarum austrosibiricum B.Fedtsch.[3]
- Hedysarum baicalense B.Fedtsch.[3]
- Hedysarum balchanense Boriss.[3]
- Hedysarum baldshuanicum B.Fedtsch.[3]
- Hedysarum bectauatavicum Bajtenov[3]
- Hedysarum bellevii (Prain) Bornm.[3]
- Hedysarum biebersteinii Zertova[3]
- Hedysarum bordzilovskyi Grossh.[3]
- Hedysarum boreale Nutt.:[3] Sie kommt in zwei Unterarten und in zwei Varietäten in Sibirien, Ostasien, in Kanada und in den USA vor.[2]
  - Hedysarum boreale Nutt. subsp. boreale[3]
  - Hedysarum boreale subsp. mackenzii (Richardson) S.L.Welsh[3]
- Weißlicher Süßklee (Hedysarum boutignyanum (A.Camus) Alleiz.):[3] Er kommt nur in den französischen Südwestalpen vor.[8]
- Hedysarum boveanum Basiner[3]
  - Hedysarum boveanum Basiner subsp. boveanum[3]
  - Hedysarum boveanum subsp. europaeum Guitt. & Kerguelen[3]
- Hedysarum brachypterum Bunge[3]
- Hedysarum brahuicum Boiss.[3]
- Hedysarum branthii Trautv. & C.A.Mey.[3]
- Briançon-Süßklee (Hedysarum brigantiacum Bourn., Chas & Kerguélen): Er wurde 1992 aus den französischen Südwestalpen erstbeschrieben.[9]
- Hedysarum bucharicum B.Fedtsch.[3]
- Hedysarum cachemirianum Baker[3]
- Hedysarum callithrix Boiss.[3]
- Hedysarum campylocarpon H.Ohashi[3]
- Hedysarum candidum M.Bieb.[3]
- Hedysarum cappadocicum Boiss.[3]
- Hedysarum caucasicum M.Bieb.[3]
- Hedysarum chaitocarpum Regel & Schmalh.[3]
- Hedysarum chaiyrakanicum Kurbatski[3]
- Hedysarum chalchorum N.Ulziykh.[3]
- Hedysarum chantavicum Bajtenov[3]
- Hedysarum chinense (B.Fedtsch.) Hand.-Mazz.[3]
- Hedysarum cisbaicalense Malyschev[3]
- Hedysarum cisdarvasicum Kamelin[3]
- Hedysarum citrinum Baker f.[3]
- Hedysarum consanguineum DC.[3]
- Hedysarum cretaceum DC.[3]
- Hedysarum criniferum Boiss.[3]
- Hedysarum cumuschtanicum Sultanova[3]
- Hedysarum daghestanicum Boiss.[3]
- Hedysarum dahuricum B.Fedtsch.[3]
- Hedysarum damghanicum Rech. f.[3]
- Hedysarum daraut-kurganicum Sultanova[3]
- Hedysarum dasycarpum Turcz.[3]
- Hedysarum dentatoalatum K.T.Fu[3]
- Hedysarum denticulatum Regel & Schmalh.[3]
- Hedysarum dmitrievae Bajtenov[3]
- Hedysarum drobovii Korotkova[3]
- Hedysarum dshambulicum Pavlov[3]
- Hedysarum elbursense Bornm. & Gauba[3]
- Hedysarum elegans Boiss. & A.Huet[3]
- Hedysarum elymaiticum Boiss. & Hausskn.[3]
- Hedysarum enaffae Sultanova[3]
- Hedysarum falconeri Baker[3]
- Hedysarum fallacinum Rech. f. & Aellen[3]
- Hedysarum farinosum Parsa[3]
- Hedysarum ferganense Korsh.[3]
  - Hedysarum ferganense Korsh. var. ferganense[3]
  - Hedysarum ferganense var. poncinsii (Franch.) L.Z.Shue[3]
- Hedysarum fistulosum Hand.-Mazz.[3]
- Hedysarum flavescens Regel & Schmalh.[3]
- Hedysarum flavum Rupr.[3]
- Hedysarum formosum Basiner[3]
- Hedysarum fruticosum Pall.[3]
  - Hedysarum fruticosum Pall. var. fruticosum[3]
  - Hedysarum fruticosum var. laeve (Maxim.) H.C.Fu[3]
  - Hedysarum fruticosum var. lignosum (Trautv.) Kitag.[3]
  - Hedysarum fruticosum var. mongolicum (Turcz.) B.Fedtsch.[3]
- Hedysarum gmelinii Ledeb.:[3] Sie kommt in China, in der Mongolei, in Zentralasien und in Sibirien vor.[2]
- Großblütiger Süßklee (Hedysarum grandiflorum Pall.):[3] Seine Heimat ist Ost- und Südosteuropa sowie das westliche Sibirien und Kasachstan.[2]
  - Hedysarum grandiflorum subsp. bulgaricum Kozuharov[3]
  - Hedysarum grandiflorum Pall. subsp. grandiflorum[3]
- Hedysarum gypsaceum Korotkova[3]
- Hedysarum halophilum Bornm. & Gauba[3]
- Alpen-Süßklee (Hedysarum hedysaroides (L.) Schinz & Thell., Syn.: Hedysarum obscurum L.):[3] Er ist die einzige mitteleuropäische Art und ist von Europa bis Westasien verbreitet.[2]
  - Hedysarum hedysaroides subsp. arcticum (B.Fedtsch.) P.W.Ball[3]
  - Hedysarum hedysaroides subsp. exaltatum (A.Kern.) Zertova[3]
  - Hedysarum hedysaroides (L.) Schinz & Thell. subsp. hedysaroides[3]
- Hedysarum hemithamnoides Korotkova[3]
- Hedysarum hyrcanum Bornm. & Gauba[3]
- Hedysarum ibericum M.Bieb.[3]
- Hedysarum iliense B.Fedtsch.[3]
- Hedysarum inundatum Turcz.[3]
- Hedysarum iomuticum B.Fedtsch.[3]
- Hedysarum jaxarticum Popov[3]
- Hedysarum jinchuanense L.Z.Shue[3]
- Hedysarum kamcziraki Karimova[3]
- Hedysarum kamelinii N.Ulziykh.[3]
- Hedysarum kandyktassicum Bajtenov[3]
- Hedysarum karataviense B.Fedtsch.[3]
- Hedysarum kasteki Bajtenov[3]
- Hedysarum kemulariae Sachokia & Chinth.[3]
- Hedysarum kirghisorum B.Fedtsch.[3]
- Hedysarum kopetdaghi Boriss.[3]
- Hedysarum korshinskyanum B.Fedtsch.[3]
- Hedysarum kotschyi Boiss.[3]
- Hedysarum krasnovii B.Fedtsch.[3]
- Hedysarum krylovii Sumnev.[3]
- Hedysarum kudrjaschevii Korotkova[3]
- Hedysarum kuhitangi Boriss.[3]
- Hedysarum kumaonense Baker[3]
- Hedysarum latibracteatum N.S.Pavlova[3]
- Hedysarum lehmannianum Bunge[3]
- Hedysarum limitaneum Hand.-Mazz.[3]
- Hedysarum linczevskyi Bajtenov[3]
- Hedysarum lipskianum L.I.Vassiljeva[3]
- Hedysarum lipskyi B.Fedtsch.[3]
- Hedysarum longigynophorum C.C.Ni[3]
- Hedysarum macedonicum Bornm.[3]
- Hedysarum macranthum Freyn & Sint.[3]
- Hedysarum macrocarpum Korotkova[3]
- Hedysarum magnificum Kudr.[3]
- Hedysarum mahrense Rech. f.[3]
- Hedysarum maitlandianum Aitch. & Baker[3]
- Hedysarum manaslense (Kitam.) H.Ohashi[3]
  - Hedysarum manaslense (Kitam.) H.Ohashi var. manaslense[3]
  - Hedysarum manaslense var. nepalense (H.Ohashi) H.Ohashi[3]
- Hedysarum membranaceum Coss. & Balansa[3]
- Hedysarum microcalyx Baker[3]
- Hedysarum micropterum Boiss.[3]
- Hedysarum mindshilkense Bajtenov[3]
- Hedysarum minjanense Rech. f.[3]
- Hedysarum minussinense B.Fedtsch.[3]
- Hedysarum mogianicum (B.Fedtsch.) B.Fedtsch.[3]
- Hedysarum monophyllum Boriss.[3]
- Hedysarum montanum (B.Fedtsch.) B.Fedtsch.[3]
- Mongolischer Süßklee (Hedysarum multijugum Maxim.):[3] Er kommt in der Mongolei und im westlichen China vor.[2]
- Hedysarum nagarzense C.C.Ni[3]
- Hedysarum narynense Nikitina[3]
- Hedysarum naudinianum Coss. & Durieu[3]
- Hedysarum neglectum Ledeb.[3]
- Hedysarum nikolai Kovalevsk.[3]
- Hedysarum nonnae Roskov[3]
- Hedysarum nuratense Popov[3]
- Hedysarum occidentale Greene[3]
- Hedysarum olgae B.Fedtsch.[3]
- Hedysarum omissum Korotkova ex Kovalevsk.[3]
- Hedysarum ovczinnikovii Karimova[3]
- Hedysarum pallidiflorum Pavlov[3]
- Hedysarum papillosum Boiss.[3]
- Hedysarum parviflorum Bajtenov[3]
- Hedysarum parvum Sultanova[3]
- Hedysarum pavlovii Bajtenov[3]
- Hedysarum perrauderianum Coss. & Durieu[3]
- Hedysarum petrovii Yakovlev[3]
- Hedysarum plumosum Boiss. & Hausskn.[3]
- Hedysarum polybotrys Hand.-Mazz.[3]
  - Hedysarum polybotrys var. alaschanicum (B.Fedtsch.) H.C.Fu & Z.Y.Chu[3] (Syn.: Hedysarum semenovii var. alaschanicum B.Fedtsch., Hedysarum polybotrys var. latifolium L.Z.Shue, Hedysarum przewalskii Yakovlev, Hedysarum vicioides var. alaschanicum (B.Fedtsch.) Y.Z.Zhao, R.Sha & R.Cao): Sie gedeiht am Waldrand und auf steinigen Hängen im südlichen Teil der Inneren Mongolei und in den chinesischen Provinzen südliches Gansu, westliches Hebei, Ningxia sowie nördliches Shanxi.[4]
  - Hedysarum polybotrys Hand.-Mazz. var. polybotrys:[3]: Sie gedeiht auf steinigen Hängen im östlichen bis südlichen Gansu sowie nordwestlichen Sichuan.[4]
  - Hedysarum polybotrys var. robustum K.T.Fu[3]
- Hedysarum popovii Korotkova[3]
- Hedysarum praticolum Rech. f.[3]
- Hedysarum pseudastragalus Ulbr.[3] (Syn.: Hedysarum blepharopterum Hand.-Mazz.): Sie gedeiht auf alpinen Matten in Höhenlagen von 4300 bis 5000 Metern im südöstlichen Tibet und westlichen Sichuan sowie nordwestlichen Yunnan.[4]
- Hedysarum pseudomicrocalyx H.Ohashi & Tateishi[3]
- Hedysarum pskemense B.Fedtsch.[3]
- Hedysarum pulchrum Nikitina[3]
- Hedysarum razoumowianum Helm & Fisch. ex DC.[3]
- Hedysarum renzii Rech. f.[3]
- Hedysarum roseum Sims[3]
- Hedysarum sachalinense B.Fedtsch.[3]
- Hedysarum sajanicum N.Ulziykh.[3]
- Hedysarum sangilense Krasnob. & Timokhina[3]
- Hedysarum santalaschi B.Fedtsch.[3]
- Hedysarum sauzakense Rech. f.[3]
- Hedysarum schischkinii Sumnev.[3]
- Hedysarum scoparium Fisch. & C.A.Mey.[3]
- Hedysarum semenovii Regel & Herder[3] (Syn.: Hedysarum junatovii Yakovlev): Sie kommt nur im südlichen Tian Shan in Xinjiang und in Kirgisistan sowie Kasachstan vor.[4]
- Hedysarum sericatum Kitam.[3]
- Hedysarum sericeum M.Bieb.[3]
- Hedysarum setigerum Fisch. & C.A.Mey.:[3] Sie kommt in Russland, in der Mongolei und im östlichen Teil der Inneren Mongolei vor.[4]
- Hedysarum setosum Vved.:[3] Sie kommt nur im südlichen Tian Shan in Xinjiang und in Kirgisistan vor.[4]
- Hedysarum severzovii Bunge[3]
- Hedysarum shanense L.R.Xu & B.H.Choi: Dieser Name ersetzt 2010 Hedysarum songaricum var. montanum B.Fedtsch. und kommt in Kasachstan, Kirgisistan, Tadschikistan und im nordwestlichen Xinjiang vor.[4]
- Hedysarum sikkimense Baker[3] (Syn.: Hedysarum limprichtii Ulbrich): Sie kommt in Bhutan, Sikkim, im östlichen Nepal, östlichen Tibet und in den chinesischen Provinzen südliches Gansu, südliches Qinghai, westliches Sichuan sowie nordwestliches Yunnan vor.[4]
  - Hedysarum sikkimense var. rigidum Hand.-Mazz.[3]
  - Hedysarum sikkimense Baker var. sikkimense[3]
  - Hedysarum sikkimense var. xiangchengense L.Z.Shue[3]
- Hedysarum singarense Boiss. & Hausskn.[3]
- Hedysarum songaricum Bong.[3]
  - Hedysarum songaricum Bong. var. songaricum:[3] Sie kommt in Kasachstan, Kirgisistan, Tadschikistan und im nördlichen Xinjiang vor.
  - Hedysarum songaricum var. urumchiense L.Z.Shue:[3] Dieser Endemit gedeiht auf steinigen Standorten in Steppen in Höhenlagen von 800 bis 1000 Metern nur in Ürümqi im nördlichen Xinjiang.[4]
- Hedysarum songoricum Bong.[3]
- Hedysarum splendens DC. (Syn.: Hedysarum qinggilense ChangY.Yang & N.Li):[3] Sie kommt in Kasachstan und im Altay Shan in Xinjiang vor.[4]
- Hedysarum subglabrum (Kar. & Kir.)B.Fedtsch.[3]
- Hedysarum sulphurescens Rydb.[3]
- Hedysarum taipeicum (Hand.-Mazz.)K.T.Fu:[3] Sie gedeiht an steinigen Hängen und auf Wiesen in Höhenlagen von 1500 bis 3300 Metern in den chinesischen Provinzen nordwestliches Hubei sowie Qin Ling in Shaanxi.[4]
- Hedysarum talassicum Nikitina & Sultanova[3]
- Hedysarum tanguticum B.Fedtsch. (Syn.: Hedysarum sikkimense var. megalanthum H.Ohashi & Tateishi, Hedysarum tongolense Ulbrich):[3] Sie kommt im nördlichen Nepal, östlichen Tibet und in den chinesischen Provinzen südliches Gansu, östliches Qinghai, Sichuan sowie nördliches Yunnan vor.[4]
- Hedysarum taoriparium B.H.Choi & H.Ohashi: Dieser Endemit gedeiht an Ufern von Fließgewässern in Höhenlagen von etwa 3000 Metern im südwestlichen Gansu.[4]
- Hedysarum taschkendicum Popov[3]
- Hedysarum tauricum Pall. ex Willd.:[3] Sie kommt im nordöstlichen Bulgarien, auf der Krim und im Kaukasusraum vor.[2]
- Hedysarum tenuifolium (B.Fedtsch.) B.Fedtsch.[3]
- Hedysarum theinum Krasnob.[3]
- Hedysarum thiochroum Hand.-Mazz.:[3] Sie gedeiht in Wäldern in Höhenlagen von etwa 3200 Metern im südwestlichen Sichuan sowie nordwestlichen Yunnan.[4]
- Hedysarum tibeticum (Benth.) B H.Choi & H. Ohashi: Sie kommt im nördlichen Pakistan, in Kaschmir, Sikkim, Nepal, Tibet und im südwestlichen Qinghai vor.[4]
- Hedysarum trigonomerum Hand.-Mazz.:[3] Dieser Endemit gedeiht auf Wiesen und im Buschland nur in Zhugqu im südlichen Gansu.[4]
- Hedysarum truncatum Eastw.[3]
- Hedysarum turczaninovii Peschkova[3]
- Hedysarum turkestanicum Regel & Schmalh.[3]
- Hedysarum turkewiczii B.Fedtsch.[3]
- Hedysarum ucrainicum Kaschm.[3]
- Hedysarum ussuriense Schischkin & Komarov: Sie kommt in Russlands Fernem Osten, in Nordkorea und in den chinesischen Provinzen Hebei, östliches Jilin, nordöstliches Liaoning sowie Sichuan vor.[4]
- Hedysarum varium Willd.[3]
  - Hedysarum varium subsp. syriacum (Boiss.) C.C.Towns.[3]
  - Hedysarum varium Willd. subsp. varium[3]
- Hedysarum vicioides Turcz.[3]
  - Hedysarum vicioides subsp. japonicum (Fedtsch.) B.H.Choi & H.Ohashi[3]
  - Hedysarum vicioides Turcz. subsp. vicioides[3]
- Hedysarum volkii Rech. f.[3]
- Hedysarum vvedenskyi Korotkova[3]
- Hedysarum wakhanicum Podlech & Anderson[3]
- Hedysarum wrightianum Aitch. & Baker[3]
- Hedysarum xizangensis C.C.Ni:[3] Dieser Endemit gedeiht im Gebüsch in Höhenlagen von etwa 3100 Metern nur in Nangxian in Tibet.[4]
- Hedysarum zundukii Peschkova[3]

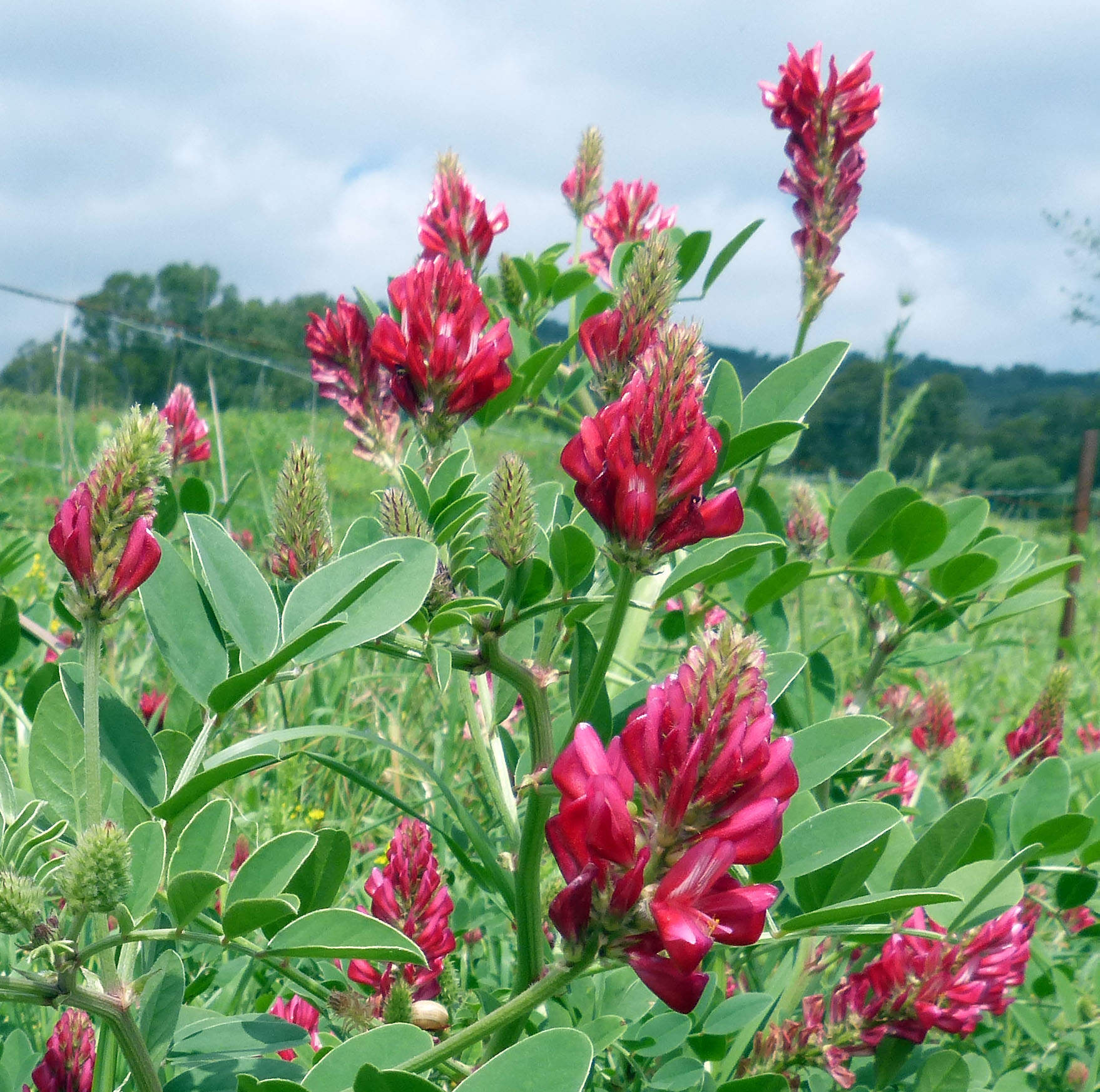
Spanische Esparsette (Sulla coronaria)

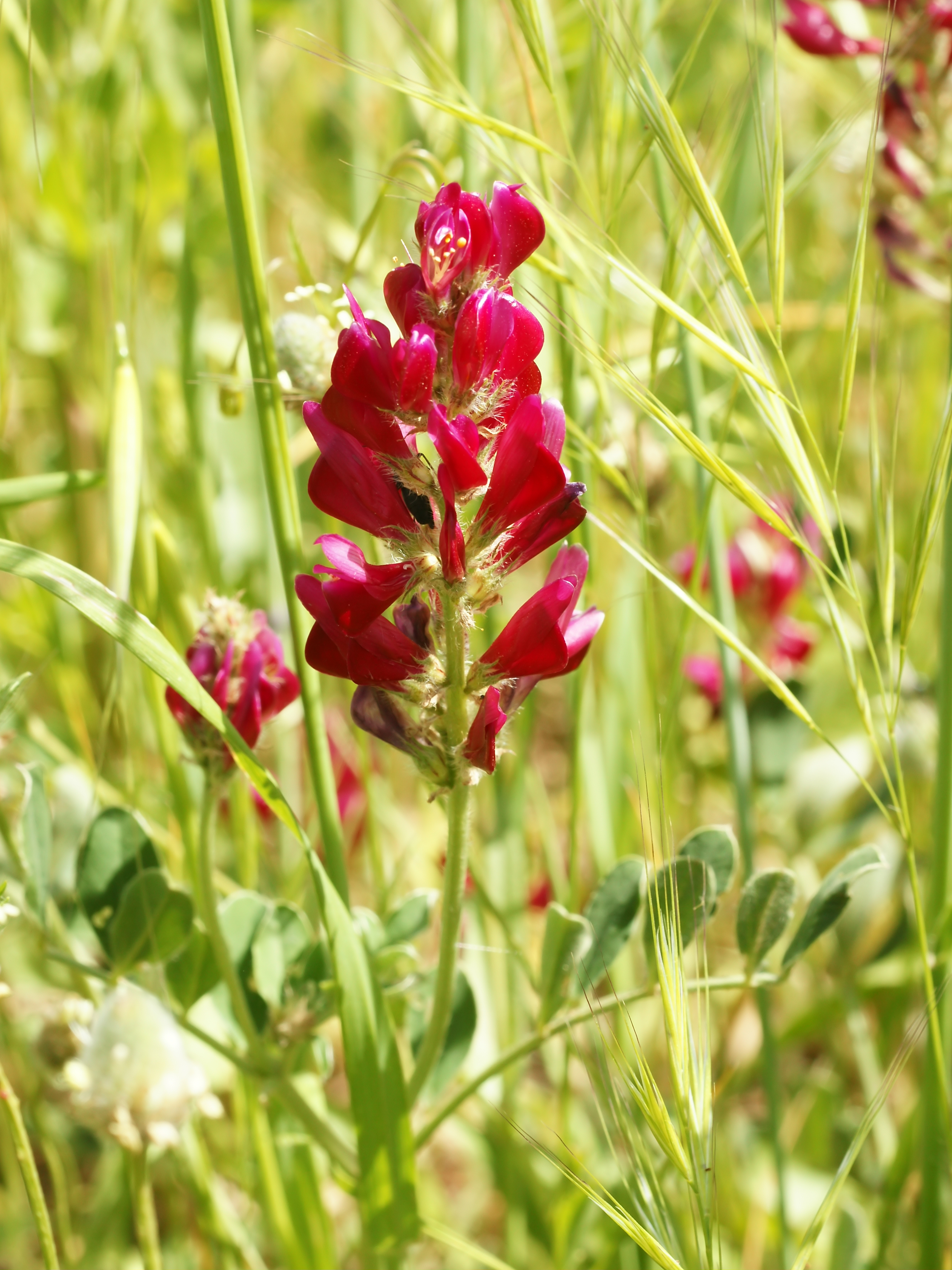
Blütenstand der Spanischen Esparsette (Sulla coronaria)

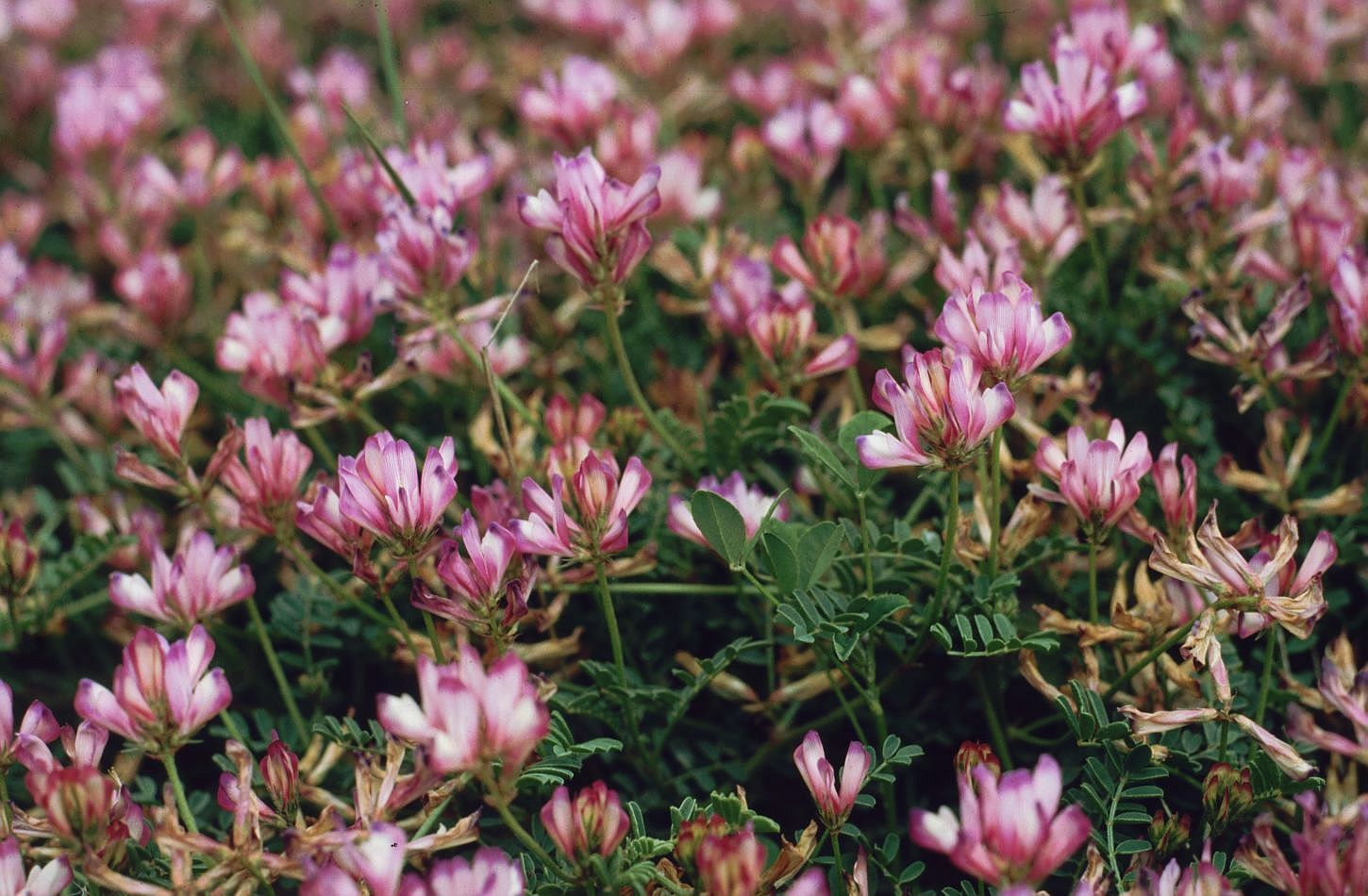
Sulla glomerata

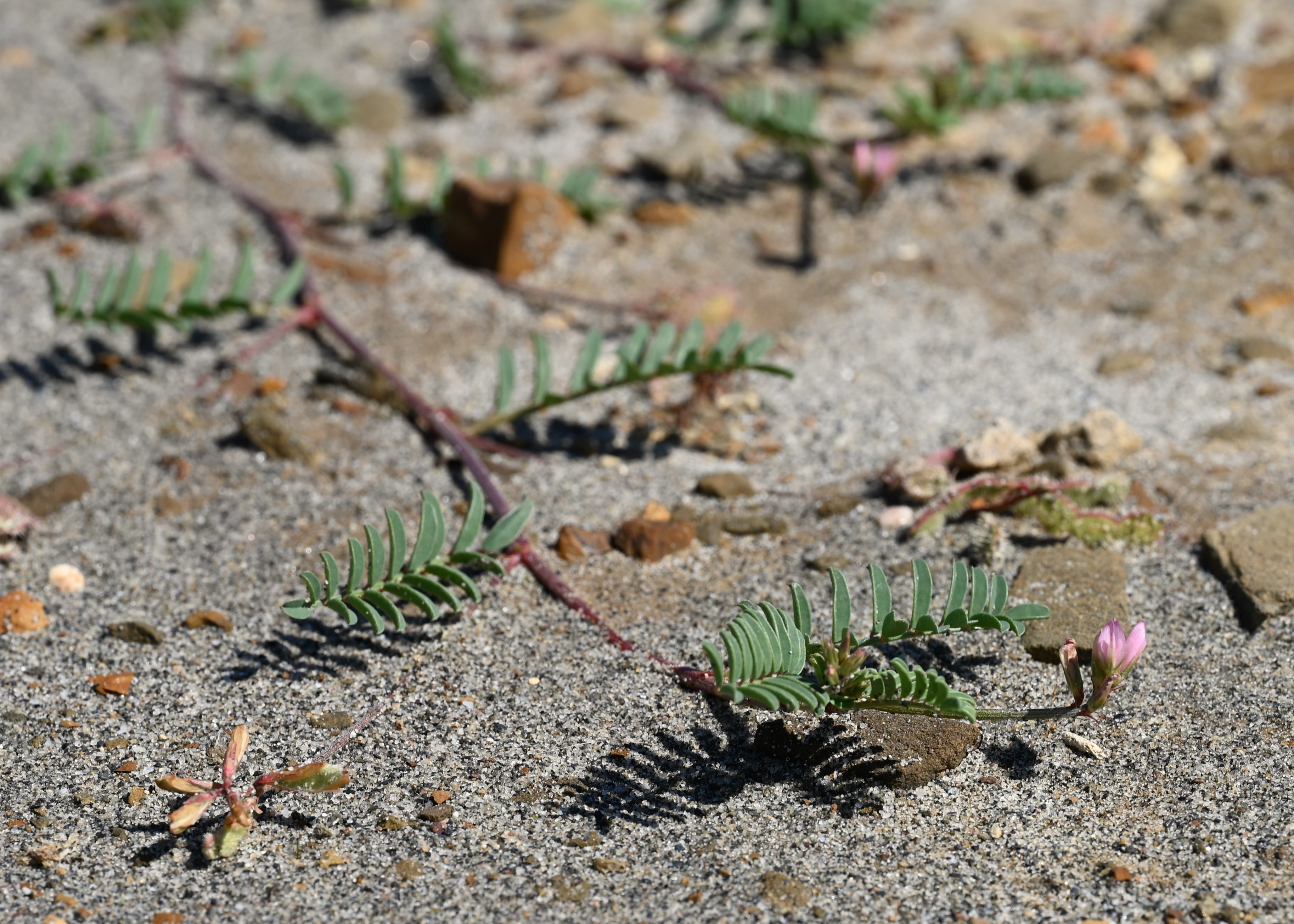
Dorniger Süßklee (Sulla spinosissima)

Nicht mehr zur Gattung Hedysarum gehören die etwa acht Arten der Gattung Sulla Medik.:
- Hedysarum aculeatum Golosk. → Sulla aculeolata (Munby ex Boiss.) Amirahm. & Kaz.Osaloo[1]
- Fleischiger Süßklee (Hedysarum carnosum Desf.): Er kommt in Marokko, Algerien und Tunesien vor.[2] → Sulla carnosa (Desf.) B.H.Choi & H.Ohashi
- Spanische Esparsette (Hedysarum coronarium L., Syn.: Sulla coronaria (L.) B.H.Choi & H.Ohashi): Auch Kronen-Süßklee, Sulla oder Italienischer Hahnenkopf genannt, ist eine mediterrane Art, die manchmal als Zierpflanze verwendet wird. Ihre Heimat ist Spanien, Marokko, Algerien und Tunesien. Sie ist auch in Südeuropa und im Libanon ein Neophyt.[2] → Sulla coronaria (L.) B.H.Choi & H.Ohashi
- Hedysarum flexuosum L.: Sie kommt im südwestlichen Portugal, im südwestlichen Spanien, in Marokko, Algerien und Tunesien vor.[2] → Sulla flexuosa (L.) Medik.
- Hedysarum glomeratum F. Dietr. (Syn.: Hedysarum spinosissimum subsp. capitatum (Rouy) Asch. & Graebn.): Die Heimat ist Südeuropa, Marokko, Algerien, Tunesien und Libyen.[2] → Sulla glomerata (F.Dietr.) B.H.Choi & H.Ohashi
- Hedysarum pallidum Desf.: Sie kommt in Nordafrika vor. → Sulla pallida (Desf.) B.H.Choi & H.Ohashi
- Dorniger Süßklee (Hedysarum spinosissimum L.): Er ist von Südeuropa über Westasien bis Nordafrika verbreitet.[2] → Sulla spinosissima (L.) B.H.Choi & H.Ohashi

## Inhaltsstoffe
Die Wirkung der Cumarine wurde entdeckt, als in Kanada und in den USA eine Viehkrankheit auftrat, die sich durch eine verstärkte Blutungsneigung auszeichnete. Als Ursache konnte immer festgestellt werden, dass das Vieh verdorbenen Süßklee gefressen hatte. Aus diesem Futter wurden allein etwa 40 Substanzen mit Vit-K-Antagonisten-Eigenschaften isoliert.

## Nutzung
Einige Hedysarum-Arten werden als Zierpflanzen verwendet. Einige Hedysarum-Arten sind wertvolle Futterpflanzen.